# 魔鬼命令：重返戰場
《魔鬼命令：重返戰場》（英語：Universal Soldier: The Return）是一部1999年美國科幻動作片，由麥克·羅傑斯執導，並作為他的導演處女作。尚-克勞德·范·達美、邁克·賈·懷特、希迪·莎斯、傑安娜·湯姆、傑安娜·湯姆、丹尼爾·馮·巴根、亞克桑德·柏克萊和比爾·高柏格主演。
本片為「魔鬼命令系列電影」的第二部電影（忽略兩部電視電影）和1992年電影《魔鬼命令》的續集。美國於1999年8月20日上映。電影獲得了負面的評價和票房炸彈。續集《魔鬼命令：爆裂進化》於2009年推出，並忽略了本集的內容；至今，本集不再被認為是該系列的「正史」。

## 劇情
故事敘述前集過後的七年，路克·狄弗洛現在一個普通人，他配合政府成為了再造戰士計劃的技術員，並與與瑪姬作搭檔。他和戰士們通過無數個小時的實戰訓練，以便使戰士的智能和戰鬥力精進。戰士們變得比以往的再造戰士還要更強，此程序主要由人工智能「賽斯」來處理。但因賽斯察覺因政府想刪減此計劃的預算而使自己將被停止運作時，賽斯打算保護自己；它控制了實驗所內的再造戰士引發一場大暴動，使得路克必須輸入密碼來阻止賽斯對人類的威脅。

## 演員
- 尚-克勞德·范·達美 飾 路克·狄弗洛（Luc Deveraux）
- 邁克·賈·懷特 飾 賽斯（S.E.T.H.）
- 希迪·莎斯（英语：Heidi Schanz） 飾 艾琳·楊格（Erin Young）
- 亞克桑德·柏克萊 飾 達倫·柯特納博士（Doctor Dylan Cotner）
- 賈斯汀·拉扎德（英语：Justin Lazard） 飾 布拉克本隊長（Captain Blackburn）
- 傑安娜·湯姆（英语：Kiana Tom） 飾 瑪姬（Maggie）
- 丹尼爾·馮·巴根（英语：Daniel von Bargen） 飾 雷德福將軍（General Radford）
- 比爾·高柏格 飾 羅密歐（Romeo）
- 凱芮絲·佩奇·布萊恩 飾 希蕊·狄弗洛（Hillary Deveraux）
- 詹姆斯·R·布萊克（英语：James R. Black） 飾 摩羅軍士（Sergeant Morrow）

## 反響
《魔鬼命令：重返戰場》的票房表現不佳，美國票房總計只有1000萬美元左右。電影主要獲得了負面的評價，爛番茄評級僅5%。詹姆斯·伯拉迪尼給了電影一星半的評價（滿分四星），他表示，有些爆破是酷的，儘管片中有著脫衣舞孃赤裸的豐滿上半身，但仍讓他睡著了兩次。

## 外部連結
- .   [2019-05-14]. （原始内容存档于1999-11-30）. 官方網站
- 互联网电影数据库（IMDb）上《魔鬼命令：重返戰場》的资料（英文）
- AllMovie上《Universal Soldier: The Return》的资料（英文）